# Geomyza annae
Geomyza annae är en tvåvingeart som beskrevs av Martinek 1978. Geomyza annae ingår i släktet Geomyza och familjen gräsflugor.
Artens utbredningsområde är Tjeckien. Inga underarter finns listade i Catalogue of Life.